# Данков
Данков (рус. Данков) град је у Русији у Липецкој области. Према попису становништва из 2010. у граду је живело 21064 становника.

## Становништво
| 1959.  | 1970.  | 1979.  | 1989.  | 2002.  | 2010.  |
| ------ | ------ | ------ | ------ | ------ | ------ |
| 12.703 | 20.030 | 23.246 | 24.659 | 23.249 | 21.064 |